# Малама, Николай Дмитриевич
Николай Дмитриевич Малама (1845—1913) — русский архитектор, Кубанский областной архитектор.

## Биография
Родился в 10 марта 1845 году в Екатеринославе. Происходил из потомственных дворян Полтавской области, который вел свое происхождение от «охочекомонного» полковника Андриаша Дмитриевича Маламы, внука трансильванского боярина. 
Родители: Дмитрий Яковлевич Малама (1814—1846) и Екатерина Иосифовна (урожд. Нейман; 1823—1881).
Старший брат: Яков Дмитриевич Малама — генерал от кавалерии, начальник Кубанской области и наказный атаман Кубанского казачьего войска.
В 1892 году переезжает в Екатеринодар, занял должность Кубанского  войскового архитектора. Брат, Яков Дмитриевич Малама был назначен начальником Кубанской области и наказный атаман Кубанского казачьего войска.
С 1906 года и до смерти в 1913 году занимал должность областного гидротехника.
Работал в Екатеринодаре, и Кубанской области. Скончался в 1907 году. Похоронен на Всесвятском кладбище.

## Проекты и постройки
- 1893 — Торговая баня купца М.М. Лихацкого в Екатеринодаре
- 1894 — Дом начальника Кубанской области в Екатеринодаре
- 1894 — Мельница Ерошовых в Екатеринодаре
- 1902 — Здание общины сестер милосердия в Екатеринодаре
- 1906 — Храм во имя Трех Святителей в станице Уманской
- 1907 — Удлинение Ангелинского канала
- 1909 — Здание Кубанской общины сестер милосердия в Екатеринодаре (совместно с архитекторами  Мальгербом И.К. и Косякиным А.П.)